# Dichotomius robustus
Dichotomius robustus är en skalbaggsart som beskrevs av Luederwaldt 1935. Dichotomius robustus ingår i släktet Dichotomius och familjen bladhorningar. Inga underarter finns listade i Catalogue of Life.